# Isoetes tennesseensis
Isoetes tennesseensis är en kärlväxtart som beskrevs av Luebke och Budke. Isoetes tennesseensis ingår i släktet braxengräs, och familjen Isoetaceae. Inga underarter finns listade i Catalogue of Life.